# Геверков, Джульетта
Джульетта Геверков (Геврекян) (перс. ژولیت گئورگیان‎; арм. Ժուլիէտ Գէորգեան; род. 18 августа 1945) — иранская легкоатлетка, выступавшая в метании копья и диска и толкании ядра. Участница летних Олимпийских игр 1964 года.

## Биография
Джульетта Геверков родилась 18 августа 1945 года. По национальности армянка.
Окончила Тегеранский университет, став бакалавром по связям с общественностью.
Выступала в легкоатлетических соревнованиях за тегеранский «Тадж». Была чемпионкой Ирана.
В 1964 году вошла в состав сборной Ирана на летних Олимпийских играх в Токио. В толкании ядра заняла в квалификации последнее, 16-е место, показав результат 9,17 метра — на 5,83 метра меньше норматива, дававшего право выступить в финале. В метании диска также заняла в квалификации последнее, 21-е место с результатом 30,05 метра — на 19,95 метра меньше норматива, гарантировавшего место в финале.

## Личные рекорды
- Метание диска — 42,72 (1970)[5]
- Толкание ядра — 13,02 (1970)[5]